# Friuli Aquileia Cabernet superiore
Il Friuli Aquileia Cabernet superiore è un vino DOC la cui produzione è consentita nella provincia di Udine.

## Caratteristiche organolettiche
- colore: rosso rubino più o meno intenso, con sfumature violacee.
- odore: vinoso, intenso, gradevole, erbaceo
- sapore: asciutto, armonico, fine, erbaceo caratteristico

## Produzione
Provincia, stagione, volume in ettolitri
- nessun dato disponibile